# زایانت (کالیفرنیا)
زایانت (به انگلیسی: Zayante) یک منطقهٔ مسکونی در ایالات متحده آمریکا است که در شهرستان سانتا کروز، کالیفرنیا واقع شده‌است. زایانت ۷٫۰۵۸ کیلومتر مربع مساحت و ۷۰۵ نفر جمعیت دارد و ۲۱۳٫۰۶ متر بالاتر از سطح دریا واقع شده‌است.